# Lonicera harae
Lonicera harae är en kaprifolväxtart som beskrevs av Tomitaro Makino. Lonicera harae ingår i släktet tryar, och familjen kaprifolväxter. Inga underarter finns listade i Catalogue of Life.